# 羽仁恵子
羽仁 恵子（はに けいこ、1908年6月9日 - 1989年1月15日）は、自由学園の2代目学園長。羽仁吉一と羽仁もと子の娘で、 羽仁説子は姉（その夫の羽仁五郎は義兄）。

## 著書
- 『南沢だより』婦人之友社

## 関連人物
- 天野貞祐
- 頼母木桂吉